# El portero
Pour plus de détails, voir Fiche technique et Distribution.
El portero est un film espagnol réalisé par Gonzalo Suárez, sorti en 2000.

## Synopsis
Ramiro Forteza était gardien de but dans la Liga mais doit faire la tournée des villages pour gagner sa vie pendant la guerre d'Espagne. Il propose aux habitants d'essayer de marquer un penalty contre lui. Un jour, dans un village des Asturies, il rencontre une jeune veuve, Manuela qui vit seule avec son fils.

## Fiche technique
- Titre : El portero
- Réalisation : Gonzalo Suárez
- Scénario : Manuel Hidalgo et Gonzalo Suárez
- Musique : Carles Cases
- Photographie : Carlos Suárez
- Montage : Juan Carlos Arroyo
- Production : Andrés Vicente Gómez
- Société de production : Lolafilms, Televisión Española et Vía Digital
- Pays :  Espagne
- Genre : Drame et historique
- Durée : 88 minutes
- Dates de sortie : 
  -  Espagne : 8 septembre 2000

## Distribution
- Carmelo Gómez : Forteza
- Maribel Verdú : Manuela
- Antonio Resines : le sergent Andrade
- Roberto Álvarez : Don Constantino
- Eduard Fernández : Nardo
- Elvira Mínguez : Úrsula
- Abel Vitón : le médecin
- Andoni Gracia : Emilio
- Julio Vélez : López
- Adrián Ramírez : Tito
- Mario Martín : Lisardo
- Felipe García Vélez : Concojo
- Carolina Bona : Felisa
- Alex O'Dogherty : Orozco
- José Alias : Buhonero
- Benjamín Seva : Jacinto
- Anartz Zuazua : Pepín

## Distinctions
Le film a été nommé pour deux prix Goya